# Chilelopsis calderoni
Chilelopsis calderoni är en spindelart som beskrevs av Pablo A. Goloboff 1995. Chilelopsis calderoni ingår i släktet Chilelopsis och familjen Nemesiidae. Inga underarter finns listade i Catalogue of Life.